# Емеривил (Калифорнија)
Емеривил (енгл. Emeryville) град је у америчкој савезној држави Калифорнија. По попису становништва из 2010. у њему је живело 10.080 становника.

## Демографија
Према попису становништва из 2010. у граду је живело 10.080 становника, што је 3.198 (46,5%) становника више него 2000. године.
| Група             | 2000.         | 2010.         |
| Белци             | 2.861 (41,6%) | 4.057 (40,2%) |
| Афроамериканци    | 1.339 (19,5%) | 1.764 (17,5%) |
| Азијати           | 1.760 (25,6%) | 2.775 (27,5%) |
| Хиспаноамериканци | 616 (9,0%)    | 927 (9,2%)    |
| Укупно            | 6.882         | 10.080        |

## Галерија
- Марина Емеривил
- Марина Емеривил